# یواس‌اس داماتو (دی‌دی-۸۷۱)
یواس‌اس داماتو (دی‌دی-۸۷۱) (به انگلیسی: USS Damato (DD-871)) یک کشتی بود که طول آن ۳۹۰٫۵ فوت (۱۱۹٫۰ متر) بود. این کشتی در سال ۱۹۴۵ ساخته شد.